# 바린 바얀
바얀(伯顔, Bayan, 1236년 ~ 1295년 1월 11일)은 몽골 제국의 명장, 정치가이다. 시호는 '회충무왕'이다. 남송 전선을 지휘하였고, 그 결과 남송은 멸망하여 원나라의 중국 남부 원정을 완성시켰다.
바얀승상(伯顔丞相)으로도 불렸고, 마르코 폴로는 그를 백 개의 눈 바얀으로 불렀다. 14세기 원나라의 권신 메르키트 바얀과는 동명이인이다.

## 생애

### 초기 경력
원조비사(元朝秘史)의 기록에는 바얀은 몽골의 주요 부족인 바린부(현 내몽골 지역)출신이다. 바얀의 가문은 그의 증조부가 칭기즈 칸을 섬기었고, 바린 좌기의 천호장(千戸長)이 되면서 몽골의 귀족이 되었다. 할아버지인 알라흐는 몽골제국의 호라즘 총독이었다. 아버지 자오쿠타이는 1253년에 시작된 훌라구 서방 원정에 참가했다. 바얀도 아버지와 함께 훌라구의 군대에 따라 이란을 공격하였다. 자오쿠타이는 이란 정복 전쟁 때 사망했다. 이란에서 훌라구가 일 한국을 건국을 하자 장군이 되었다.
그 뒤 1264년에 일 한국의 사신으로서 중국을 정복한 원나라로 갔다. 사신 바얀을 접견한 쿠빌라이 칸은 그 용모가 출중하고, 재간이 뛰어난 것을 알고, 본국으로 보내지 않고, 바얀을 부하로 삼았다. 쿠빌라이 칸은 바얀을 측근 중서우승상(中書右丞相) 안톤의 여동생과 결혼시키고, 1265년 쿠빌라이 칸이 그를 조정의 중추 기관인 중서성에 배치하였고, 안톤을 보좌하는 관직인 중서좌승상(中書左丞相)에 임명했다.

### 남송 정복
1275년 원나라의 군대를 이끌고 남송을 침공하여 정가주에서 가사도의 군대를 격파하였고, 1276년 남송의 수도인 임안을 함락하여 남송을 멸망시켰다.

### 카이두와의 전쟁
1277년 카이두는 자신에게 의탁한 시리기와 사르반 등을 앞세워 카라코룸으로 진격했다. 사태가 심각함을 깨달은 쿠빌라이는 즉시 명장 바얀을 불러 이들을 막게 했다. 바얀은 남송과의 전투에서 보여줬던 뛰어난 용병술을 바탕으로 그들의 군대를 격파했다. 바얀에게 진 뒤 왕자들은 내분을 일으켰으며 결국 사르반이 시리기를 넘기는 대가로 바얀에게 항복하면서 원정은 실패로 끝났다. 1년 뒤인 1278년에는 킵차크 한국에 붙잡혀 있던 노무간이 탈출에 성공한다.
1287년 쿠빌라이의 일본원정 실패, 베트남 등 원정 실패에 불만을 품은 나얀이 반란을 일으켰다. 이때 카이두는 만주와 동몽골을 영지로 하는 카사르의 후손 식투르, 카치운의 후손 카다안, 테무게 옷치긴의 후손인 나얀과 동맹을 맺고 다시 쿠빌라이와의 전쟁에 나섰다. 1288년, 동쪽 군대의 맹주인 나얀은 쿠빌라이의 친위대와 결전을 벌였으나 패하고 쿠빌라이에 의해 처형당했다. 나얀이 패한 이후 대부분의 반란 가담 세력들은 쿠빌라이에 항복하였다. 동쪽 반란군과 함께 진군했던 카이두는 쿠빌라이의 손자인 가말라를 격파하는 등 우세한 전황을 유지했지만 나얀을 평정한 쿠빌라이가 온다는 소식을 듣고 본국으로 회군하였다. 이 원정이 실패한 후 카이두는 산발적인 전투를 몇 번 더 벌였으나 바얀의 방어에 막혀 큰 성과를 거두진 못했다.

## 관련 작품

### 드라마
- 《무신》(MBC, 2012년~2012년, 배우:이기열)